# Mistrzostwa Europy w Biegach Przełajowych 1999
6. Mistrzostwa Europy w Biegach Przełajowych – zawody lekkoatletyczne, które odbyły się w mieście Velenje w północno-wschodniej Słowenii w roku 1999.

## Rezultaty

### Mężczyźni

#### Indywidualnie
| Medal  | Zawodnik                         | Rezultat  |
| Złoto  | Paulo Guerra · Portugalia        | 32:45 min |
| Srebro | Eduardo Henriques · Portugalia   | 32:50 min |
| Brąz   | Jonathan Brown · Wielka Brytania | 33:32 min |

#### Drużynowo
| Medal  | Drużyna         | Rezultat |
| Złoto  | Wielka Brytania | 35 pkt   |
| Srebro | Portugalia      | 41 pkt   |
| Brąz   | Francja         | 58 pkt   |

### Juniorzy

#### Indywidualnie
| Medal  | Zawodnik                    | Rezultat  |
| Złoto  | Hans Janssens · Belgia      | 23:00 min |
| Srebro | Guillaume Éraud · Francja   | 23:12 min |
| Brąz   | Turo Inkiläinen · Finlandia | 23:12 min |

#### Drużynowo
| Medal  | Drużyna         | Rezultat |
| Złoto  | Wielka Brytania | 26 pkt   |
| Srebro | Francja         | 38 pkt   |
| Brąz   | Irlandia        | 43 pkt   |

### Kobiety

#### Indywidualnie
| Medal  | Zawodnik                     | Rezultat  |
| Złoto  | Anita Weyermann · Szwajcaria | 18:53 min |
| Srebro | Constantina Diță · Rumunia   | 19:01 min |
| Brąz   | Olivera Jevtić · Jugosławia  | 19:03 min |

#### Drużynowo
| Medal  | Drużyna    | Rezultat |
| Złoto  | Francja    | 34 pkt   |
| Srebro | Rumunia    | 35 pkt   |
| Brąz   | Portugalia | 39 pkt   |

### Juniorki

#### Indywidualnie
| Medal  | Zawodnik                       | Rezultat  |
| Złoto  | Inês Monteiro · Portugalia     | 12:48 min |
| Srebro | Nicola Spirig · Szwajcaria     | 12:55 min |
| Brąz   | Anne Marie Moutsinga · Rumunia | 13:02 min |

#### Drużynowo
| Medal  | Drużyna    | Rezultat |
| Złoto  | Turcja     | 27 pkt   |
| Srebro | Portugalia | 32 pkt   |
| Brąz   | Belgia     | 34 pkt   |